# Pukvete
Pukvete (Melampyrum arvense) är en art i familjen snyltrotsväxter. 

## Beskrivning

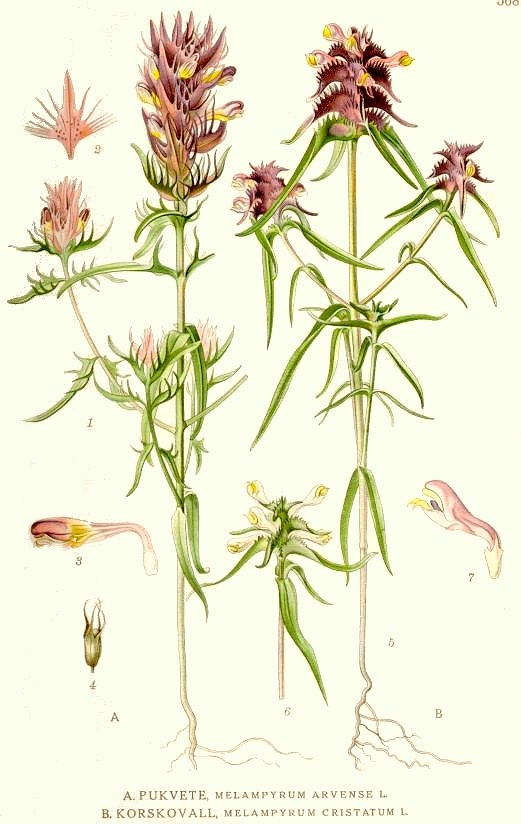
A pukvete, B korskovall
1 Hel planta
2 Skyltblad (stödblad) ur axet
3 Blomkrona (2 X)
4 Blomfoder och fruktanlag
5 Hel planta
6 Blomställning av formen pallens
7 Blomkrona (2 X)

Pukvetets frön liknar vetefrön, och om de mals tillsammans med äkta vetefrön och bröd bakas av detta mjöl, så smakar brödet dåligt.
Förväxlingsart är korskovall, Melampyrum cristatum.

## Habitat
Pukvete har sitt ursprung i Mellanöstern och spred sig tidigare främst som åkerogräs med utsädet. Den har kraftigt minskat i samband med bättre metoder för sädesrensning.

### Utbredningskartor
- Norden
- Norra halvklotet

## Biotop
Backar, åkermark.

## Etymologi
Puk avser Puken, det vill säga den lede, djävulen, med syftning på ogräset i orent utsäde som varande en ond sak, ett djävulens påfund. Med arvense menas växtplats på en åker (av latin arvum, "åker").

## Bygdemål
| Namn     | Trakt                   | Referens |
| -------- | ----------------------- | -------- |
|          |                         |          |
| Korp     | Blekinge, Svenskfinland | [ 3 ]    |
| Korpvete |                         | [ 3 ]    |
| Kråkvete |                         | [ 3 ]    |
|          |                         |          |
| Skulle   | Svealand                | [ 4 ]    |